# María Francés

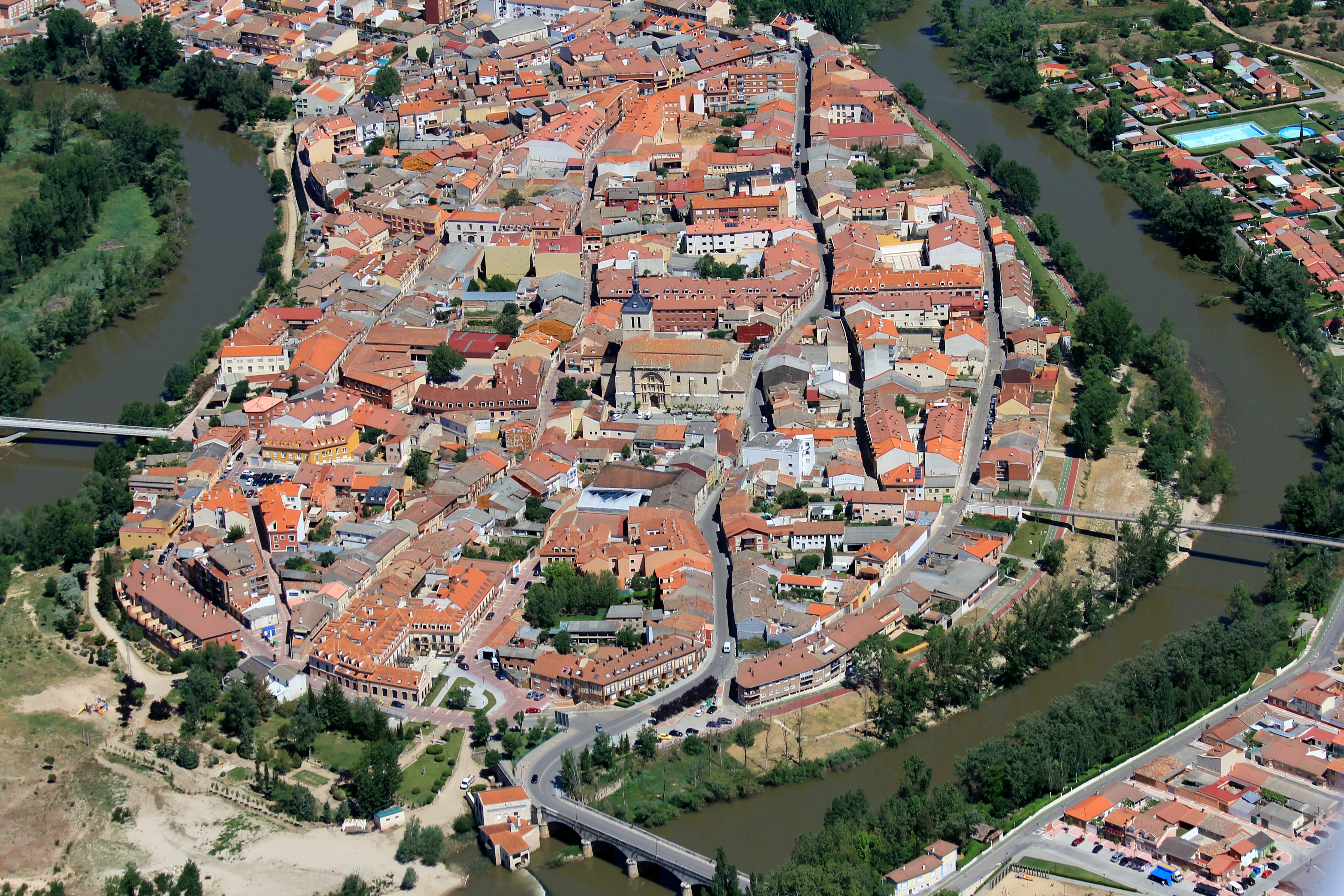
Ciutats de Tudela, població natal de María Francés.

María Candelaria Francés García, més coneguda com a María Francés (Tudela, Navarra, 2 de febrer de 1887 - Barcelona, 9 de desembre de 1987) va ser una actriu espanyola.
Va debutar als 16 anys com a corista de sarsuela a Madrid, d'on marxà a Bilbao. Va fer de segona actriu de Carmen Cobeña (àvia del director Jaime de Armiñán) i es va casar amb el futur gerent del Teatre Arriaga de Bilbao, amb qui va tenir sis fills. Va continuar actuant i en la dècada del 1930 va marxar a Amèrica amb la Companyia de Santiago Artigas.
Després de la guerra civil espanyola va fer d'actriu de cinema, destacant les seves interpretacions a Surcos, de José Antonio Nieves Conde, i Viento del norte, d'Antoni Monplet i Guerra, pel·lícula amb la qual va obtenir uns menció honorífica al I Festival Internacional de Cinema de Sant Sebastià. Durant els anys seixanta va fer teatre televisiu a Estudio 1 i participà en algunes sèries de televisió com Las cuatro caras de Eva (1972) o Curro Jiménez (1977). El 1977 es va retirar dels escenaris.

## Filmografia
- Angustia (1947)
- La familia Vila (1950)
- La corona negra (1951)
- Surcos (1951)
- Persecución en Madrid (1952)
- Sor intrépida (1952)
- Les amants de Tolède (1953)
- Así es Madrid (1953)
- Vuelo 971 (1953)
- Viento del norte (1954)
- Orgullo (1955)
- La violetera (1958)
- Plácido (1961)
- La mujer de otro (1967)